# Zawidz (gemeente)
De gemeente Zawidz is een landgemeente in het Poolse woiwodschap Mazovië, in powiat Sierpecki.
De zetel van de gemeente is in Zawidz (tot 30 december 1999 Zawidz Kościelny genoemd).
Op 30 juni 2004 telde de gemeente 7030 inwoners.

## Oppervlakte gegevens
In 2002 bedroeg de totale oppervlakte van gemeente Zawidz 186,09 km², waarvan:
- agrarisch gebied: 82%
- bossen: 11%

De gemeente beslaat 21,82% van de totale oppervlakte van de powiat.

## Demografie
Stand op 30 juni 2004:
| Omschrijving                   | Totaal | Totaal | Vrouwen | Vrouwen | Mannen | Mannen |
| ------------------------------ | ------ | ------ | ------- | ------- | ------ | ------ |
| eenheid                        | aantal | %      | aantal  | %       | aantal | %      |
| inwoners                       | 7030   | 100    | 3554    | 50,6    | 3476   | 49,4   |
| bevolkingsdichtheid (inw./km²) | 37,8   | 37,8   | 19,1    | 19,1    | 18,7   | 18,7   |

In 2002 bedroeg het gemiddelde inkomen per inwoner 1515,59 zł.

## Plaatsen
Bełkowo, Budy Milewskie, Budy Piaseczne, Chabowo-Świniary, Chorzewo, Gajówka Osiek-Włostybory, Gołocin, Gołocinek, Grabniak, Grabowo, Grąbiec, Grzędowo, Gutowo-Górki, Gutowo-Stradzyno, Jaworowo, Jaworowo-Jastrzębie, Jaworowo-Kłódź, Jaworowo-Kolonia, Jaworowo-Lipa, Jeżewo, Kęsice, Kosemin, Kosmaczewo, Krajewice Duże, Krajewice Małe, Majki, Majki Duże, Majki Małe, Makomazy, Mańkowo, Milewko, Milewo, Młotkowo-Kolonia, Młotkowo-Wieś, Nowe Kowalewo, Nowe Zgagowo, Orłowo, Osiek, Osiek Piaseczny, Osiek-Parcele, Osiek-Włostybory, Osmanka, Ostrowy, Pachtarnia, Petrykozy, Pniewo, Poświętne, Próchniatka, Rekowo, Schabajewo, Skoczkowo, Słupia, Stare Chabowo, Stropkowo, Sulęcice, Szumanie, Szumanie-Bakalary, Szumanie-Gośliny, Szumanie-Pejory, Szumanie-Pustoły, Świerkocin, Wola Grąbiecka, Wróblewo, Zalesie, Zawidz, Zawidz Mały, Zgagowo-Wieś, Żabowo, Żytowo.

## Aangrenzende gemeenten
Bielsk, Bieżuń, Drobin, Gozdowo, Raciąż, Rościszewo, Siemiątkowo, Sierpc